# Inwestycja krótkoterminowa
Inwestycje krótkoterminowe – krótkoterminowe aktywa finansowe (np. posiadane udziały, akcje, obligacje, lokaty bankowe) o terminie zapadalności nie dłuższym niż 12 miesięcy od dnia bilansowego lub przeznaczone do sprzedaży w ciągu najbliższego roku obrotowego oraz gotówkę w kasie, środki pieniężne na rachunkach bankowych, czeki i weksle.
W ujęciu bilansowym inwestycje krótkoterminowe są podkategorią aktywów obrotowych, do których zalicza się krótkoterminowe aktywa finansowe (w tym m.in. akcje, udziały, pożyczki, środki pieniężne) oraz inne inwestycje krótkoterminowe.

## Akty prawne
- Ustawa z 29 września 1994 r. o rachunkowości (Dz.U. z 2021 r. poz. 217)